# Xerospiraea hartwegiana
Xerospiraea hartwegiana – gatunek reprezentujący monotypowy rodzaj roślin – Xerospiraea  z rodziny różowatych. Zasięg gatunku obejmuje środkowy i północno-wschodni Meksyk. Rośnie na obszarach górskich, na podłożu wapiennym.

## Morfologia
PokrójZimozielony krzew z długo- i krótkopędami. Młode pędy omszone, ale szybko łysieją, czerwonobrązowe. Starsze z szarą, spękaną korą, też z cierniami. Osiąga od 2 do 9, rzadko 13 m wysokości. Wytwarza rozłogi i dzięki nim tworzy rozłożyste zarośla.
LiściePojedyncze, drobne (zwykle do 1 cm długości i ok. 3 mm szerokości), naprzemianległe i zebrane w pęczki. Blaszki są łopatkowate, całobrzegie, na wierzchołku zaokrąglone.
KwiatyZebrane w szczytowe grona i wiechy, zwykle ulistnione w dolnej części. Kwiaty są obupłciowe, o średnicy 5,5–8 mm. Hypancjum stożkowate. Działki kielicha w liczbie 5. Płatki korony w liczbie 5, białe, jajowate. Pręcików jest 15 do 20. Zalążnia tworzona jest przez 2–3, rzadziej 5 owocolistków, zawierających po dwa zalążki. Szyjki osadzone są bocznie, z drobnym znamieniem na szczycie.
OwoceWyprostowane, wrzecionowate i skórzaste mieszki pękające wzdłuż brzusznych i częściowo grzbietowych szwów. W każdym dojrzewają 1–2 nasiona.

## Systematyka
Gatunek i rodzaj klasyfikowany jest w obrębie rodziny różowatych Rosaceae do podrodziny Amygdaloideae Arnott i plemienia Spiraeeae Candolle. 